# Nationalpark Kayan Mentarang
Der Nationalpark Kayan Mentarang befindet sich auf der Insel Borneo in der indonesischen Provinz Kalimantan Utara, südlich der malaysischen Grenze. Es umfasst das größte geschützte Regenwaldgebiet Indonesiens mit einer Gesamtfläche von 1,4 Millionen ha Fläche. Hierbei werden in territorialer Hinsicht auch die malaiischen Bundesstaaten Sabah und Sarawak erfasst. Im Süden des Parks liegen etliche Dayak-Dörfer. 
Der WWF zählt es zu den wertvollsten Regenwaldgebieten der Erde. Der Nationalpark ist bedroht von der Holzindustrie und durch Pläne zur Umwandlung von Wäldern in landwirtschaftliche Flächen.